# Distretto di Asadabad
Il distretto di Asadabad è un distretto dell'Afghanistan appartenente alla provincia del Konar. Conta una popolazione di 29.177 abitanti (dato 2003).